# Perlsdorf
Perlsdorf är en ort i  kommunen Paldau i Österrike. Den ligger i distriktet Südoststeiermark i förbundslandet Steiermark.
Perlsdorf var tidigare en självständig kommun, men blev den 1 januari 2015 en del av kommunen Paldau.